# Прицільна віддаль

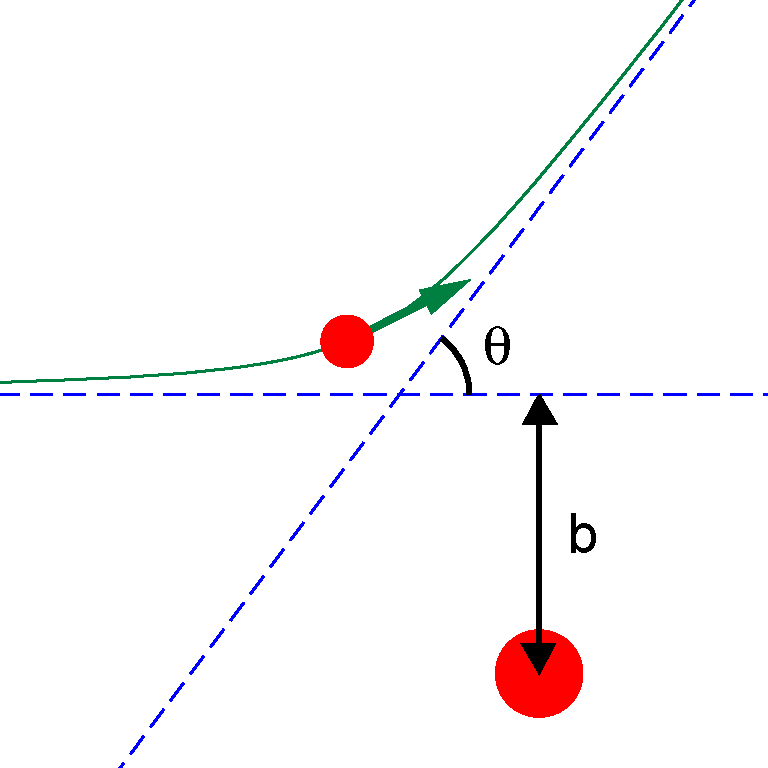
Схема розсіювання. b — прицільна віддаль, α — кут розсіювання

Прицільна віддаль — відстань уздовж перпендикуляра від шляху частинки до центру поля потенціалу {\displaystyle U(r)}, що створюється тілом, до якого наближається частинка (див. малюнок). Термін використовується в ядерній фізиці, а також в класичній механіці.
При лобовому зіткненні частинок прицільна віддаль дорівнює нулю.
Прицільна віддаль звичайно не контролюється в експерименті. Тому для визначення диференціального перетину розсіювання припускають рівномірний розподіл щодо прицільної віддалі.
У класичній механіці переріз розсіювання повністю визначається прицільною віддаллю й енергією частинки, яка налітає на мішень. У квантовій механіці поняття прицільної віддалі втрачає сенс.